# Jean Antoine Charles Nicolas de Gady

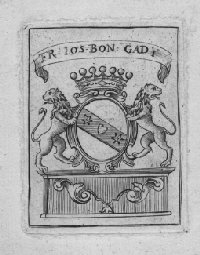
Familiewapen van de familie De Gady

Jean Antoine Charles Nicolas de Gady (Fribourg, 12 oktober 1766 - Montagny, 2 mei 1840) was een Zwitsers politicus.
Nicolas de Gady was een edelman afkomstig uit het kanton Fribourg. In 1782 trad hij als onderluitenant in Franse dienst. In 1790 nam hij als officier onder generaal Boullé deel aan de onderdrukking van de rebellie van het regiment Chauteavieux bij Nancy. In 1792 werd hij bevorderd tot majoor en keerde hij naar het kanton Fribourg terug en werd lid van de Raad van Tweehonderd van Fribourg. Toen in 1798 het ancien régime instortte en de Franse revolutionairen een nieuw bewind installeerden in Fribourg, week hij uit naar Polen en trad hij in Engelse dienst. Hij nam als kapitein van het Britse leger deel aan diverse veldslagen, waaronder in 1800 in Graubünden. In 1801 keerde hij naar Fribourg terug en werd Landeshauptmann (bevelhebber) van de militie van Fribourg (1804-1814). In 1815 werd hij divisiecommandant van de troepen van het Eedgenootschap.
Nicolas de Gady was tijdens de Restauratie (1816-1830]) inspecteur-generaal van het Zwitserse leger. In 1816 werd hij eerste adjudant van de graaf van Artois (troonopvolger van Frankrijk). Tot de Julirevolutie van 1830 was hij kolonel-generaal van de Zwitserse regimenten in Franse dienst en was hij tevens Maréchal de camp (veldmaarschalk) van Frankrijk. Van 1813 tot 1816 was hij voorzitter van het Economische Gezelschap zonder Winstoogmerk van de stad Fribourg.
Nicolas de Grady was van 1803 tot 1804 staatsschrijver van Zwitserland onder Karl Nikolaus von Flüe AmRhyn.